# Euodynerus albomaculatus
Euodynerus albomaculatus är en stekelart som beskrevs av Gusenleitner 2000. Euodynerus albomaculatus ingår i släktet kamgetingar, och familjen Eumenidae. Inga underarter finns listade i Catalogue of Life.